# Avenger (carro armato)
L'A30 Avenger fu un cannone semovente cacciacarri britannico progettato durante la seconda guerra mondiale.

## Sviluppo
Quando nel 1942 iniziò ad essere prodotto in grande serie il cannone controcarro da 17 libbre, lo Stato Maggiore britannico ritenne opportuna la produzione di veicoli paragonabili a quelli tedeschi, i quali facevano da tempo largo uso di cacciacarri, da affiancare alle divisioni corazzate impegnate su più fronti. Dal momento che il cacciacarri americano M10 Wolverine non era immediatamente acquistabile, venne richiesto alla Leyland di progettare un cannone semovente che utilizzasse il potente cannone controcarro sopracitato e lo scafo di un carro armato già in servizio. La versione semovente del carro Valentine, noto come Archer, era già in fase di sviluppo, ma questo scafo costringeva a montare l'imponente cannone da 17 libbre in ritirata  (ovvero verso la parte posteriore dello scafo), con non trascurabili problemi tattici.
Venne perciò utilizzato lo scafo del carro armato A30 Challenger, che permetteva l'auspicabile brandeggio di 360°, oltre al naturale alloggiamento per il potente propulsore Rolls-Royce Meteor. Una serie di ritardi nella produzione e scelte diverse da parte dello Stato Maggiore fecero arrivare in tempo l'Avenger sui campi di battaglia negli ultimi giorni della seconda guerra mondiale. L'ordinazione per 230 esemplari venne soddisfatta solo ad agosto del 1945, così che il modello equipaggiò per breve tempo due gruppi d'artiglieria semovente fino al dopoguerra.

## Specifiche Tecniche
L'Avenger differiva dal Challenger per l'adozione di sospensioni migliorate e per l'altezza della sovrastruttura, ridotta per abbassare l'ingombro massimo del veicolo. La torretta era scoperta, e il carro prevedeva una copertura in acciaio dolce (completa di portelli) per la protezione dell'equipaggio.